# Bill Compton
William Thomas "Bill" Compton è un personaggio immaginario del Ciclo di Sookie Stackhouse, una serie di romanzi scritti da Charlaine Harris.
Egli è un vampiro che viene introdotto nel primo romanzo della serie, Finché non cala il buio (Dead Until Dark), ed appare in tutti i romanzi successivi.
Nella serie televisiva della HBO True Blood, basata sui romanzi della Harris, Bill è interpretato dall'attore britannico Stephen Moyer.

## Biografia del personaggio

### Vita umana
Bill è nato il 9 aprile 1840 (nella serie televisiva è nato nel 1835) e ha vissuto sempre a Bon Temps, in Louisiana, ha combattuto per il Sud durante la guerra civile. È stato un agricoltore sposato con Caroline Compton, da cui ha avuto tre figli. Il 20 novembre 1868, alcuni anni dopo la fine della guerra, è stato trasformato in vampiro da Lorena, con la quale ebbe una lunga e tormentata relazione. Dopo essere diventato un vampiro dovette abbandonare la moglie e figli. Nel corso dei vari romanzi, Bill scopre di essere imparentato con la famiglia Bellefleur di Bon Temps, a cui negli anni fornisce segretamente un aiuto economico. La signora Caroline Holliday Bellefleur, la nonna di Andy e Portia, è una sua pronipote. I Bellefleur, che sono all'oscuro delle sue donazioni, non lo amano particolarmente, l'unica della famiglia ad essersi avvicinata a lui è Portia Bellefleur, sorella del detective Andy, che lo ha assistito nelle indagini di un omicidio in Morti viventi a Dallas.
Bill viene descritto come uomo di circa un metro e ottanta di altezza, dai capelli neri pettinati all'indietro, carnagione pallida e viso scolpito. A differenza degli altri vampiri, Bill non manifesta un atteggiamento aggressivo come i suoi simili, preferendo una vita appartata e tranquilla. Bill è molto legato al suo passato, ricordando spesso la moglie e i figli, che ha dovuto abbandonare per vivere la sua condizione di vampiro.
C'è molta discordanza sul numero esatto dei figli, nei romanzi viene raccontato che ne ha avuti tre, mentre in un passaggio di Finché non cala il buio Bill dice a Sookie di averne avuti cinque. Nella serie televisiva, quando, attraverso flashback, Bill ricorda il suo passato, viene mostrata la moglie con al fianco due bambini.

### Lavoro e posizione all'interno della gerarchia
Alla fine del primo romanzo, Bill è preoccupato per l'influenza che lo sceriffo dell'Area 5, Eric Northman, ha su di lui e Sookie, così chiede, e ottiene, la carica di investigatore dell'Area 5. Nel corso dei romanzi viene rivelato che Bill lavora per la regina della Louisiana Sophie-Anne Leclerq, che lo ha inviato a Bon Temps per corteggiare Sookie Stackhouse e indagare le sue capacità telepatiche.
Bill è inoltre il creatore di una preziosa banca dati in cui sono elencati tutti i vampiri del Nord America, contenente importanti informazioni, che lo hanno messo in pericolo più di una volta. Ha raccolto informazioni anche su vampiri di altre zone del mondo, tra cui il Perù, che sono servite ad ampliare il suo database.

### Poteri e abilità
Bill ha poteri comuni agli altri vampiri, forza, velocità e sangue curativo. A causa della sua età, è più forte e più veloce di vampiri più giovani, anche se è più debole rispetto ai suoi superiori, come ad esempio Eric. Egli può levitare o addirittura volare, ma questi sono poteri che usa raramente. I suoi punti deboli, come per gli altri vampiri, sono l'argento, il fuoco e la luce solare, mentre crocifissi e aglio, a dispetto delle credenze popolari, non hanno alcun effetto su di lui.
Bill, come gli altri vampiri, è un abile manipolatore, capace di soggiogare e controllare la mente degli umani, potendo addirittura cancellare la loro memoria.
Nella sesta stagione dell'adattamento televisivo dopo aver bevuto il sangue del primo Vampiro creato da Dio, Lilith, Bill rinasce con nuovi poteri ed abilità: telecinesi, capacità di volare, immortalità superiore (anche se il suo cuore viene trafitto non muore) e probabile immunità all'argento. Dopo aver bevuto il sangue di Warlow il vampiro-fata, è anche immune alla luce solare.

### Relazioni
Nel primo romanzo, Bill torna dopo molti anni a Bon Temps nella sua proprietà, che è separata da casa Stackhouse dal cimitero cittadino. Dopo aver incontrato Sookie sul suo posto di lavoro, inizia a frequentarla assiduamente, intrecciando con lei una seria e tormentata relazione romantica. Bill definisce Sookie come sua, promettendole di proteggerla sempre ed esponendosi spesso per salvarle la vita.
Il rapporto tra i due subisce alti e bassi, come quando Bill viene rapito e torturato da Lorena, la sua creatrice, per ottenere il controllo del database su cui Bill sta lavorando per conto della regina della Louisiana. Per questo Sookie si reca in Mississippi per salvarlo, riesce a liberarlo dopo aver ucciso Lorena con un paletto al cuore per legittima difesa. Ma Bill, affamato e debilitato dai giorni di prigionia, arriva a violentare Sookie. Tra gli alti e i bassi della loro storia, il colpo finale arriva quando Sookie scopre che Bill è stato inviato dalla regina della Louisiana a Bon Temps per corteggiarla deliberatamente, al fine di indagare sulle sue doti telepatiche.
Una donna importante nella vita di Bill è proprio Lorena, la sua creatrice, che lo vampirizzò nel lontano 1868. Dopo la trasformazione i due ebbero una lunga ed intensa relazione. I due ruppero la relazione circa 80 anni prima, perdendosi di vista per molti anni. Quando Sookie ha chiesto a Bill spiegazione sul perché avesse accettato l'invito di Lorena a Jackson, Bill le risponde che non è possibile disubbidire al proprio creatore.
Dopo la fine del rapporto con Sookie, Bill si è legato per un breve periodo ad un'agente immobiliare di nome Selah Pumfrey. Ma continua a pensare a Sookie, cercando in ogni modo di tornare nella sua vita.

## Adattamento televisivo

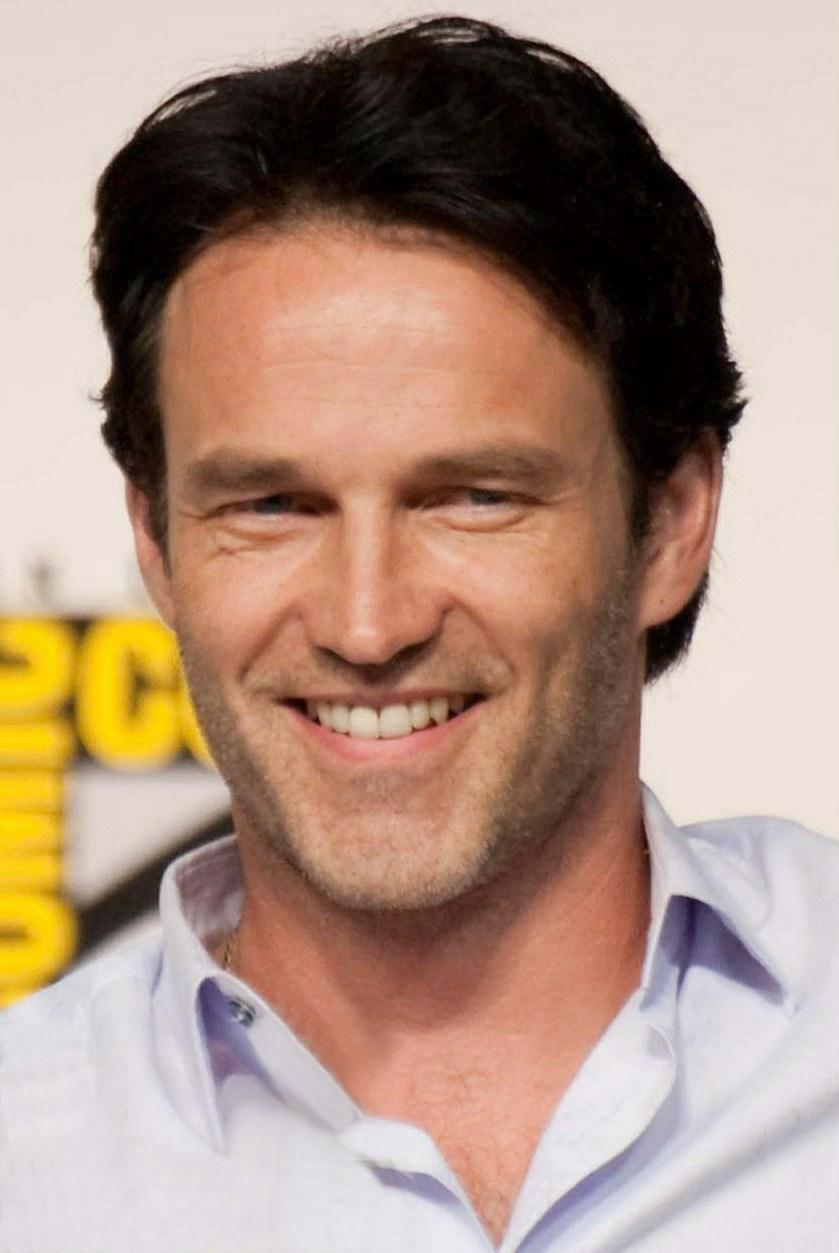
Stephen Moyer interprete di Bill Compton.

Nella serie televisiva della HBO True Blood, basata sui romanzi della Harris, Bill è interpretato dall'attore britannico Stephen Moyer.

### Prima stagione
Dopo che i vampiri hanno dichiarato al mondo la loro esistenza, il centenario vampiro Bill Compton torna a Bon Temps, deciso a vivere una vita tranquilla e solitaria, a differenza dei suoi simili. Recatosi al Merlotte's, Bill incontra la cameriera Sookie Stackhouse, dopo essersi salvati reciprocamente la vita, i due iniziano a frequentarsi, frequentazione che pian piano si trasforma una storia d'amore intensa. Guardato con sospetto dall'intera comunità, per il fatto di essere un vampiro, grazie a Sookie, Bill inizia a socializzare, facendosi coinvolgere nelle attività della città. Partecipa infatti ad un riunione dei Morti Gloriosi, indetta dalla nonna di Sookie, dove ha modo di ricordare il tempo in cui era un giovane soldato che combatteva per Sud durante la guerra civile. Fu proprio verso la fine della guerra, che ferito, cerco ospitalità a casa di una donna di nome Lorena, che si rivelò essere una vampira. Bill venne vampirizzato da Lorena e costretto ad abbandonare sua moglie e i suoi figli, perché non sarebbe invecchiato, né morto, mentre loro sì. Bill visse per lungo tempo con Lorena, intrecciando una tormentata relazione, che terminò quando lui chiese alla sua creatrice la propria indipendenza.
Tornando ai giorni nostri, quando a Bon Temps iniziano a verificarsi numerosi ed atroci delitti, gli abitanti iniziano a guardarlo con sospetto, ma saprà riscattarsi agli occhi della gente collaborando nelle indagini. Per far luce su questi delitti, Bill è costretto, su malgrado, a chiedere aiuto al suo superiore Eric Northman, sceriffo dell'Area 5. 
Intanto la sua storia d'amore con Sookie prosegue, cercando di difenderla sempre dai pericoli della comunità vampirica, arrivando ad uccidere lo zio di lei, colpevole di aver abusato della nipote quando era piccola.
Quando la vita della sua Sookie è in pericolo, Bill è costretto da uccidere un altro vampiro, per questo motivo deve presentarsi di fronte al Magister, una figura giudiziaria nella comunità di vampiri, per espiare la propria colpa. La sua punizione è quella di vampirizzare una giovane ed ingenua ragazza di nome Jessica. Trasformata in vampira, Jessica, da ingenua ragazza, si dimostra in petulante ed incontenibile, a cui sarà costretto a fare da mentore.

### Seconda stagione
La relazione di Bill e Sookie subisce vari contraccolpi, quando lei scopre che lui è il responsabile della morte dello zio, inoltre a complicare le cose tra loro ci si mette Jessica e la sua irrequietezza. Proprio Jessica è fonte di litigio tra i due amanti, proprio dopo uno dei tanti litigi, Sookie rimane sola nei boschi e viene ferita gravemente da una misteriosa creatura. Bill è costretto a chiedere nuovamente aiuto ad Eric, questi dopo aver salvato la vita di Sookie, chiede a loro di sdebitarsi. Sfruttando le sue doti telepatiche, Sookie, accompagnata da Bill, dovrà recarsi a Dallas alla ricerca di un millenario vampiro di nome Godric. La missione a Dallas si rivelerà piena di insidie, e quando Sookie si troverà in pericolo, rapita dalla Compagnia del Sole, Bill non potrà aiutarla, visto che la sua creatrice Lorena, arrivata in città grazie alle macchinazioni di Eric, lo tiene relegato nella sua stanza d'albergo, ordine a cui non può disobbedire.
Dopo essersi liberato dalle grinfie di Lorena, Bill corre in soccorso della sua amata, ma quando si scatenata una faida tra vampiri e umani, Bill è costretto a mostrare la sua natura feroce, uccidendo varie persone, infrangendo così una promessa fatta a Sookie. Tornati a Bon Temps, scoprono che la città è nel caos e i suoi abitanti sono soggiogati da una menade di nome Maryann. La creatura mitologia vuole catturare Sam Merlotte, credendo che sacrificandolo potrà unirsi al suo Dio. Bill si reca così al cospetto della regina della Louisiana Sophie-Anne Leclerq per chiederle il modo per uccidere la menade. Quando Sam viene catturato e ferito mortalmente, Bill gli dona il suo sangue per guarirlo, così da poter uccidere la menade con uno stratagemma.
Tornata la pace in città, Bill può chiedere con serenità alla sua amata di sposarlo, ma quando Sookie lo lascia solo per pensarci, una misteriosa figura gli avvolge una catena d'argento attorno al collo e lo rapisce, lasciando Sookie nella disperazione.